# Édouard Goursat
Édouard Jean-Baptiste Goursat (Lanzac, 21 de maio de 1858 — Paris, 25 de novembro de 1936) foi um matemático francês.
É conhecido pelo lema de Goursat.
Goursat iniciou os estudos de matemática na Escola Normal Superior de Paris, em 1876. Lá conheceu Charles Émile Picard, com quem estabeleceu amizade perene. Picard convenceu-o a seguir a carreira acadêmica, iniciada em 1879 na Universidade de Paris, doutorando-se em 1881. Em seguida lecionou em Toulouse até 1885, retornando então para a universidade de Paris. Foi eleito em 1919 membro da Académie des Sciences.